# Sânpetru de Câmpie
Sânpetru de Câmpie là một xã thuộc hạt Mureș, România. Dân số thời điểm năm 2002 là 3192 người.